# Nunatak Pozharskogo
Nunatak Pozharskogo är en nunatak i Antarktis. Den ligger i Östantarktis. Australien gör anspråk på området. Toppen på Nunatak Pozharskogo är 1 897 meter över havet.
Terrängen runt Nunatak Pozharskogo är huvudsakligen en högslätt. Trakten är obefolkad. Det finns inga samhällen i närheten.